# Pierre Schori
Jean-Pierre Olov Schori (Norrköping, Suècia, 14 d'octubre del 1938) és un diplomàtic suec d'origen suís.
Fou secretari d'afers internacionals al Partit Socialdemòcrata de Suècia i assessor del primer ministre Olof Palme per al seu lideratge a la Internacional Socialista contra les dictadures feixistes de Grècia, Portugal i Espanya. El 2002 fou observador de la Unió Europea a les eleccions de Zimbabwe. L'ONU el volia nomenar administrador de Kosovo, però fou vetat pels Estats Units, que l'acusaven d'haver recolzat el règim de Fidel Castro, entre d'altres. Schori respongué acusant George W. Bush de "maccarthisme". Entre l'abril del 2005 i l'octubre del 2007, fou respresentant especial de les Nacions Unides a Costa d'Ivori (UNOCI). Des del març del 2007, Schori dirigeix la Fundación para las Relaciones Internacionales y el Diálogo Exterior (FRIDE), a Madrid. També ha estat diputat al Parlament Europeu i ambaixador de Suècia a les Nacions Unides.